# Джеймстаун (остров Святой Елены)
Джеймстаун (англ. Jamestown) — город и порт, столица британской заморской территории Острова Святой Елены, Вознесения и Тристан-да-Кунья.

## История

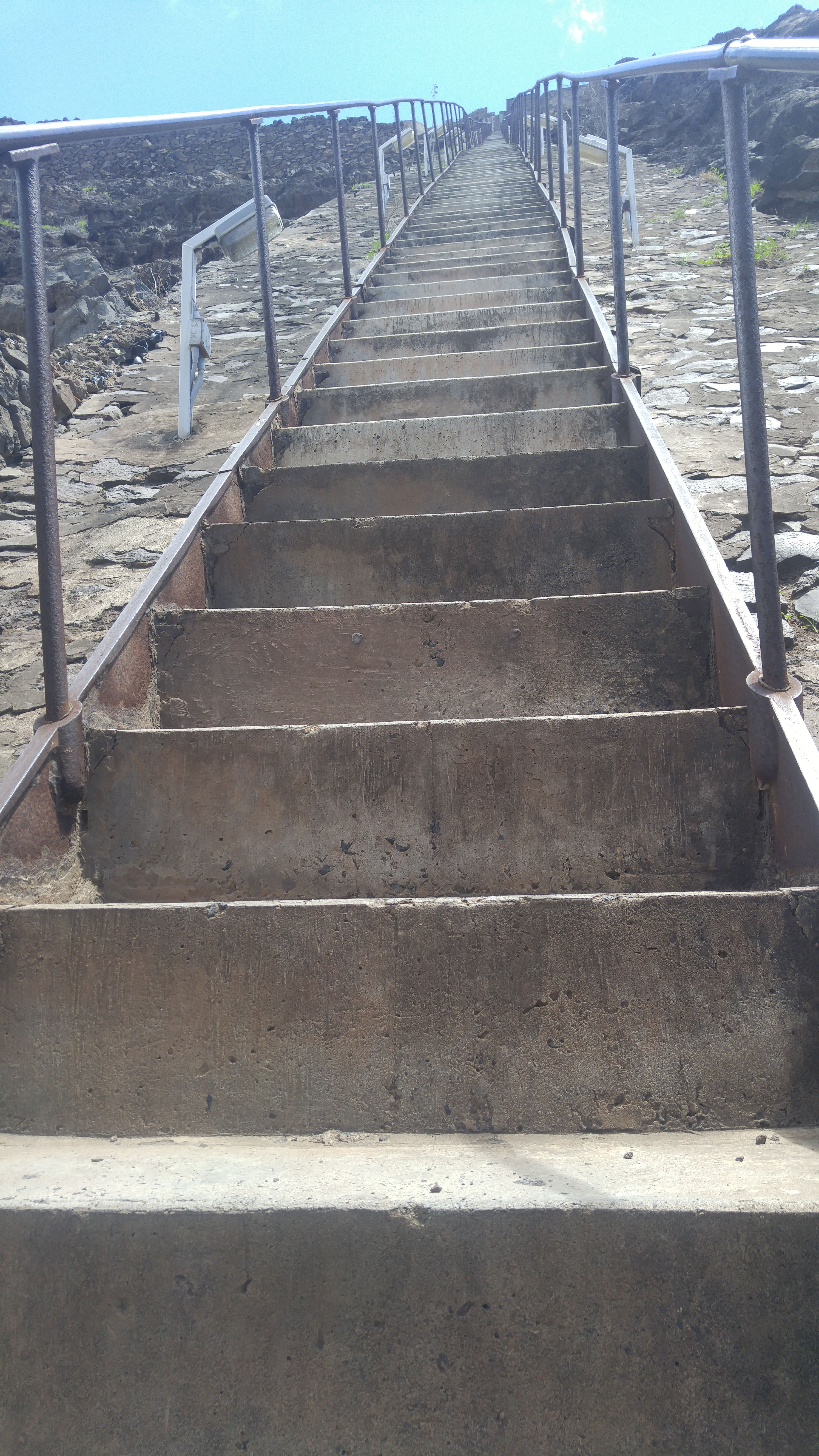
Лестница Иакова

Город был основан Британской Ост-Индской компанией в 1659 году. Он расположен в бухте залива Джеймса (James Bay), названного по имени Джеймса, герцога Йоркского, позднее известного как Яков II. В 3 км к югу от города находится резиденция губернатора (Plantation House) и собор Святого Павла (Cathedral of St. Paul’s). В 4 км к юго-западу находится посёлок Лонгвуд, куда был сослан и умер в 1821 году Наполеон. Его дом в Лонгвуде охраняется правительством Франции. В городе имеется несколько фортов, из которых лучше всего сохранился Форт Хай-Нолл.

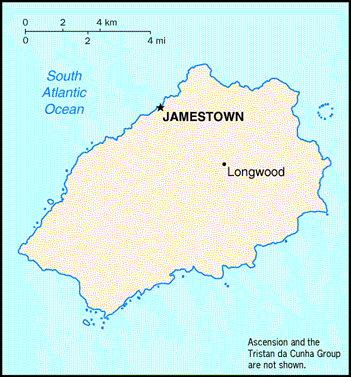
Джеймстаун на карте острова Святой Елены

Одна из самых известных особенностей Джеймстауна — так называемая Лестница Иакова, длинная наклонная плоскость длиной в 900 футов (примерно 700 шагов), которая, как здесь говорят, «разбивает ваше сердце при подъёме и ломает вашу шею при спуске». Это сооружение было построено в 1829 году как фуникулёр, чтобы соединить Джеймстаун с гарнизоном на Холме Лестницы, и использовалось для транспортировки боеприпасов. Оно продолжает использоваться и по сей день, хотя и для других целей.
В 1998 году население Джеймстауна составляло 864 человека, то есть примерно 1/6 всего населения островов.